# Antoni (Kripak)
Arcybiskup Antoni, imię świeckie Serhij Mychajłowycz Kripak (ur. 16 lutego 1977 w Czowno-Fedorowce) – ukraiński biskup prawosławny, przełożony Pustelni Glińskiej.

## Życiorys
Pochodzi z rodziny urzędniczej. W 1996 wstąpił jako posłusznik do Pustelni Glińskiej. 20 kwietnia 2002 złożył w niej wieczyste śluby mnisze, przyjmując imię Antoni na cześć świętego mnicha Antoniego Pieczerskiego. 12 maja 2002 wyświęcony na hierodiakona; w monasterze pełnił obowiązki ekonoma i dziekana. 19 grudnia 2002 przyjął święcenia kapłańskie. Rok później otrzymał godność ihumena, zaś w 2006 – archimandryty.
Od 23 grudnia 2010 do czerwca 2011 był p.o. namiestnika Pustelni Glińskiej, zaś w czerwcu 2011 objął wymienioną godność na stałe.
Jego chirotonia biskupia odbyła się 13 maja 2012 w głównym soborze monasteru św. Pantelejmona w Kijowie z udziałem metropolitów kijowskiego i całej Ukrainy Włodzimierza, odeskiego i izmaelskiego Agatangela, czerkaskiego i kaniowskiego Sofroniusza, winnickiego i mohylewsko-podolskiego Symeona, arcybiskupów boryspolskiego Antoniego, biełgorodzko-dniestrowskiego Mikołaja, sarneńskiego i poleskiego Anatola, połtawskiego i myrhorodzkiego Filipa, zaporoskiego i melitopolskiego Łukasza, żytomierskiego Nikodema, jahodyńskiego Serafina, horodnickiego Aleksandra, biskupów chocimskiego Melecjusza, makarowskiego Hilarego, wasylkowskiego Pantelejmona, drohobyckiego Filareta, browarskiego Teodozjusza i szepetowskiego i sławuckiego Dionizego. Przyjął tytuł biskupa borodniańskiego, wikariusza eparchii kijowskiej. Uległ on w lipcu 2012 zmianie na biskup putywelski.
17 sierpnia 2019 r. otrzymał godność arcybiskupa.